# Csáky Alfonz
Csáky Alfonz (kőrösszegi és adorjáni gróf) (1841 – Debrecen, 1879. június 20.) magyar királyi pénzügyigazgatósági hivatalnok, költő.

## Élete
Gróf Csáky Rudolf és Janicsák Emilia fia, jogi pályát végezve, katona lett és részt vett az 1866-os hadjáratban, ahol tiszti rangot nyert; 1867-ben azonban lemondott tiszti rangjáról és hivatalnok lett, előbb a beregszászi, 1874-ben a debreceni pénzügyigazgatóságnál; 1876-ban fejlődő betegsége miatt lemondani kényszerült.

## Munkái
Költeményei saját lapján kívül a Nép Ujságában (1859–60), Napkeletben (1860) és Divatcsarnokban (1861) jelentek meg.
Szerkesztette és kiadta a Délibáb című szépirodalmi hetilapot Debrecenben 1877. július 6-tól Dengi Jánossal együtt; azután egyedül 1878. április 5-től 1879. április 4-ig, midőn utolsó száma jelent meg.